# Napaea melampia
Napaea melampia är en fjärilsart som beskrevs av Bates 1867. Napaea melampia ingår i släktet Napaea och familjen Riodinidae. Inga underarter finns listade i Catalogue of Life.